# Атилони (Мачерата)
Атилони (итал. Attiloni) насеље је у Италији у округу Мачерата, региону Марке.
Према процени из 2011. у насељу је живело 13 становника. Насеље се налази на надморској висини од 960 м.